# 29. Unterseebootsflottille
La 29. Unterseebootsflottille était la 29e flottille de sous-marins allemands de la Kriegsmarine pendant la Seconde Guerre mondiale.
Formée à La Spezia en Italie en décembre 1941 comme flottille de combat (Frontflottille), elle est sous le commandement du korvettenkapitän Franz Becker.
Son domaine opérationnel est seulement dans la Méditerranée à la recherche de convois ennemis.
Au mois d'août 1943, la flottille est transférée à Toulon en France et quelques unités à Marseille et à Salamine en Grèce.
Son histoire prend fin en septembre 1944 au moment où l'U-407 coule le 19 septembre et que les deux derniers U-Boote de la flottille, l'U-565 et l'U-596, sont sabordés à Salamine.

## Affectations
- Décembre 1941 à août 1943 : La Spezia;
- Août 1943 à septembre 1944 : Toulon.

## Commandement
| Nom                   | Grade            | Début         | Fin            |
| Franz Becker          | Fregattenkapitän | Décembre 1941 | Mai 1942       |
| Fritz Frauenheim (en) | Fregattenkapitän | Mai 1942      | Juillet 1943   |
| Gunther Jahn          | Fregattenkapitän | Août 1943     | Septembre 1944 |

## Unités
La flottille a reçu 52 unités durant son service, comprenant des U-Boote de type VII B et C, avec un maximum de 23 U-Boote opérationnels en janvier 1943.
Unités de la 29. Unterseebootsflottille:
- U-73, U-74, U-77
- U-81, U-83
- U-97
- U-205, U-223, U-230
- U-301, U-303, U-331, U-343, U-371, U-372
- U-374, U-375, U-380
- U-407, U-409, U-410, U-414, U-421, U-431, U-443, U-450, U-453, U-455, U-458, U-466, U-471
- U-557, U-559, U-562, U-565, U-568, U-573, U-577, U-586, U-593, U-596
- U-602, U-605, U-616, U-617, U-642, U-652, U-660
- U-755
- U-952, U-967, U-969